# Rai Radio 1
Pour les articles homonymes, voir Radio 1.
Rai Radio 1 est une station de radio généraliste nationale publique italienne. Elle fait partie de la Radiotélévision italienne (Rai). Sa programmation est axée sur l'information, les débats, le sport et la culture ainsi que de la musique populaire.

## Histoire
Rai Radio 1 est le successeur de la première station de radio d'Italie, qui a commencé ses programmes le 6 octobre 1924 à Rome sous l'indicatif de « 1-RO ». Cette station était gérée par la société privée Unione italiana radiofonica (« Union italienne radiophonique », URI). En 1927, l'URI a été absorbée par l'entreprise publique Ente italiano per le audizioni radiofoniche (« Entité italienne pour les programmes radiophoniques », EIAR), qui était à partir de cette année le seul radiodiffuseur autorisé à émettre en Italie.
Après la Seconde Guerre mondiale, en 1946, l'EIAR fut renommée en Radio Audizioni Italiane (RAI) et dans le cadre de la restructuration et l'amélioration du réseau d'émetteurs survivant, la radiodiffusion a été réorganisée, entréz en vigueur le 3 novembre 1946, pour créer deux stations nationales couvrant la majorité du pays. La première station se nommait Rete Rossa (« Réseau rouge ») et la seconde Rete Azzura (« Réseau bleu »). Ces noms ont été choisis pour indiquer que la station à tout moment offrait un programme de style différent, mais que chaque station avait nominalement le même statut.
Le 1er janvier 1952, à la suite d'une nouvelle restructuration visant à donner chacune des trois stations de la RAI une identité plus distinctive, une station de radio culturelle Terzo Programma (« Troisième programme »), ayant déjà été ajoutée le 1er octobre 1950, la RAI rebaptise Rete Rossa en Programma Nazionale (« Programme national »). Suivie plus tard par d'autres changements de nom, y compris temporairement Primo Programma (« Premier programme »), et finalement, en 1975, en Rai Radio 1.
Depuis 2002, Rai Radio 1 est la seule station de radio nationale de la Rai qui est encore disponible en ondes moyennes, assurant ainsi que la station est disponible partout en Italie.

## Programmes

### Émissions actuelles
- Tutto il calcio minuto per minuto, émission footballistique historique diffusée depuis 1959.

### Anciennes émissions
- Chiamate Roma 3131 (1969-1974), première émission permettant aux auditeurs de communiquer avec les animateurs, ces premiers appelant la station par téléphone.
- Con parole mie, émission culturelle animée depuis 1999 par Umberto Broccoli.

## Identité visuelle

### Logos

Logo utilisé de 2014 à 2017
Logo utilisé depuis 2017